# کاواریا کون پرمتزو
'کاواریا کون پرمتزو (به ایتالیایی: Cavaria con Premezzo) یک کومونه در ایتالیا است که در استان وارزه واقع شده‌است.

## خصوصیات
کاواریا کون پرمتزو ۳٫۲ کیلومترمربع مساحت و ۴٬۹۷۶ نفر جمعیت دارد.